# Keshia Knight Pulliam
Keshia Knight Pulliam (Neward, 9 de abril de 1979) é uma atriz norte-americana. Ela é conhecida por seu papel infantil como Rudy Huxtable na série The Cosby Show (1984-1992).

## Biografia
Keshia Knight Pulliam é americana nasceu na cidade de Newark no estado de Nova Jérsia. Ela nasceu no dia 9 de abril de 1979, é filha de James Pulliam um gerente e Denise Pulliam, ela tem dois irmãos chamados: James Pulliam II e Mshon Pulliam.

## Carreira
Em 1986, Keshia Knight se tornou a atriz mais jovem ao ser nomeada para o Emmy, ela recebeu a nomeação aos seis anos de idade na categoria de Melhor Atriz Coadjuvante Jovem em uma série de comédia. Ela fez sua estréia profissional aos nove meses de idade, para um comercial nacional pra Johnson & Johnson uma empresa americana, especializada na produção de farmacêuticos, utensílios médicos e produtos pessoais de higiene. Ela continuou trabalhando nesse ramo, aparecendo em comerciais de televisão e programas de TV.  
Em 1985 Keshia fez sua estreia no cinema, ela interpretou Sophia Green em O Último Dragão. Aos três anos de idade ela fez uma participação no programa infantil Vila Sésamo. Ela também atuou em filmes como "Polly" e em sua sequência "Polly Comin 'Home", em 2005 ela interpretou Darnelle no filme Um Salão do Barulho com Queen Latifah. Em 2008 ela se juntou ao elenco da série ''House of Payne''  como a personagem Miranda. Em 2009 e 2010 o papel lhe rendeu os prêmios NAACP Image Awards na categoria de Melhor Atriz Coadjuvante em Série de Comédia. Em 2009, ela interpretou Candace "Candy" Washington no filme Madea Goes to Jail.  

## Vida Pessoal
Na véspera do Ano Novo de 2015, Keshia ficou noiva do ex-jogador de futebol americano Edgerton Hartwell.Eles se casaram em Atlanta no Ano Novo de 2016.

## Filmografia

### Cinema
| Ano  | Título              | Papel                  | Informações |
| ---- | ------------------- | ---------------------- | ----------- |
| 1985 | O Último Dragão     | Sophia / Natasha Green |             |
| 2004 | Motives             | Letrice                | Vídeo       |
| 2005 | Um Salão do Barulho | Darnelle               |             |
| 2005 | The Gospel          | Maya Walker            |             |
| 2008 | Cuttin Da Mustard   | Wendy                  |             |
| 2008 | Death Toll          | Mirie                  |             |
| 2009 | Madea Goes to Jail  | Candace Washington     |             |

### Televisão
| Ano       | Título                                      | Papel               | Informações                        |
| --------- | ------------------------------------------- | ------------------- | ---------------------------------- |
| 1984-1992 | The Cosby Show                              | Rudy Huxtable       | Papel principal (177 episódios)    |
| 1985      | Back to Next Saturday                       | Rudy Huxtable       | Filme                              |
| 1987      | The Little Match Girl                       | Molly               | Filme                              |
| 1987-1988 | A Different World                           | Rudy Huxtable       | 3 episódios                        |
| 1989      | Polly                                       | Polly               | Filme                              |
| 1989      | A Connecticut Yankee in King Arthur's Court | Karen               | Filme                              |
| 1990      | Polly: Comin' Home!                         | Polly               | Filme                              |
| 1990      | The Earth Day Special                       | Rudy Huxtable       |                                    |
| 1997      | Cosby                                       | Guitarrista         | Episódio:"The Return of Charlites" |
| 2002      | Fear Factor                                 | Ela mesma           | Reality Show                       |
| 2002      | What About Your Friends: Weekend Getaway    | Temple              | Filme                              |
| 2004      | Celebrity Mole: Yucatán                     | Ela mesma           | Reality Show                       |
| 2004      | Christmas at Water's Edge                   | Leila Turner        | Filme                              |
| 2007-2012 | Tyler Perry's House of Payne                | Miranda Lucas Payne | Papel principal (56 episódios)     |
| 2010      | Psych                                       | Stranjay            | Episódio:"The Polarizing Express"  |
| 2012      | Mr. Box Office                              | Vanessa Owens       | Episódio:"Pilot"                   |
| 2013      | Splash                                      | Ela mesma           | Reality Show                       |
| 2013      | Guys with Kids                              | Bridget             | Episódio:"Divorce Party"           |
| 2013      | The Love Letter                             | Parker              | Filme                              |
| 2015      | The Celebrity Apprentice Season 7           | Ela mesma           | Reality Show                       |
| 2015      | Will to Love                                | Rachel Paris        | Filme                              |
| 2016      | Here We Go Again                            | Pregnant lady       |                                    |

## Prêmios e indicações[4]
| Ano  | Prêmio             | Série                        | Categoria                                     | Venceu  |
| ---- | ------------------ | ---------------------------- | --------------------------------------------- | ------- |
| 1984 | Emmy Awards        | The Cosby Show               | Melhor Atriz Secundária numa Série de Comédia | Nomeada |
| 2009 | NAACP Image Awards | Tyler Perry's House of Payne | Melhor Atriz Secundária numa Série de Comédia | Venceu  |
| 2010 | NAACP Image Awards | Tyler Perry's House of Payne | Melhor Atriz Secundária numa Série de Comédia | Venceu  |
| 2011 | NAACP Image Awards | Tyler Perry's House of Payne | Melhor Atriz Secundária numa Série de Comédia | Nomeada |
| 2012 | NAACP Image Awards | Tyler Perry's House of Payne | Melhor Atriz Secundária numa Série de Comédia | Venceu  |

## Ligações Externas
- Keshia Knight Pulliam. no IMDb.